# جدول أعمال القرن 21
جدول أعمال القرن 21 (بالإنجليزية: Agenda 21)‏، هي خطة عمل غير ملزمة وطوعية تنفذها الأمم المتحدة فيما يتعلق بالتنمية المستدامة. مجموعة من التدابير والتعليمات الصادرة عن مؤتمر قمة الأرض لعام 1992 لتنفيذ اتفاقية ريو دي جانيرو.

## الهيكل والمحتويات
تهدف الأبعاد الاجتماعية والاقتصادية إلى مكافحة الفقر، ولا سيما في البلدان النامية، وتغيير أنماط الاستهلاك، وتعزيز الصحة، وتحقيق عدد أكبر من السكان المستدامين، وتحقيق تسوية مستدامة في صنع القرار.
وتشمل حفظ وإدارة الموارد من أجل التنمية حماية الغلاف الجوي ومكافحة إزالة الغابات وحماية البيئات الهشة وحفظ التنوع الحيوي ومراقبة التلوث وإدارة التكنولوجيا الحيوية والنفايات المشعة.
ويشمل تعزيز دور المجموعات الرئيسية من الأطفال والشباب والنساء والمنظمات غير الحكومية والسلطات المحلية وقطاع الأعمال والصناعة والعمال؛ وتعزيز دور الشعوب الأصلية ومجتمعاتها المحلية والمزارعين.
أما وسائل التنفيذ تشمل العلوم ونقل التقنية والتعليم والمؤسسات الدولية والآليات المالية.

## روابط خارجية
- جدول أعمال القرن 21 على موقع الموسوعة البريطانية (الإنجليزية)